# 自由文学
自由文学（じゆうぶんがく）は大韓民国の月刊文学雑誌である。1956年6月、汎文壇的規模の団体である韓国自由文学者協会の機関誌として創刊された。
1960年の7月号（通巻39号）からは協会機関誌から独立して自由文学社発行とし、金珖燮が編集兼発行人となって継続、1963年の8月号（通巻71号）をもって財政難から廃刊となった。
明確な政治的立場はなかったが、共産主義からも独裁政治からも自由を希求する雰囲気を持っていた。